# ベック・ボガート & アピス・ライヴ・イン・ジャパン
ベック・ボガート & アピス・ライヴ・イン・ジャパン（Live in Japan）は、ベック・ボガート & アピス（BBA）が残した唯一のライヴ・アルバム。1973年5月の日本公演の音源を収録して、同年2枚組LPとして日本限定で発表された。
ジェフ・ベックの意向で廃盤になった後、1989年にCD化されるまでは入手が極めて困難だった。

## 解説
BBAは1973年2月にファースト・アルバム『ベック・ボガート & アピス』を発表し、同年5月中旬に来日して東京、名古屋、大阪で公演した。ステージで本来の力量を発揮するベック（ギター）、ティム・ボガート（ベース）、カーマイン・アピス（ドラムス）の3人は、日本でも自由奔放な演奏を繰り広げた。ボーカルが明らかに弱い事が指摘されたものの、パワフルな演奏は現在でも語り継がれている。
本作には18日と19日に大阪厚生年金会館で行なわれた公演の模様が収録された。ベックのトーキング・モジュレーターを用いた演奏は、本作の特筆すべき特徴の一つである。ただし制作には問題点があり、アピスは8トラックで録音された事と曲の順番が変えられている事が残念であると発言している。
収録曲14曲の内、8曲は『ベック・ボガート & アピス』の収録曲。「ジェフズ・ブギー」はベック在籍時のヤードバーズ、「プリンス」は第一期ジェフ・ベック・グループの楽曲。「モーニング・デュー」は第一期ジェフ・ベック・グループ、「ゴーイング・ダウン」は第二期ジェフ・ベック・グループが取り上げた楽曲。「ショットガン」はジュニア・ウォーカーの1963年の楽曲で、「ブギー」は即興演奏である。
翌1974年、彼等はファースト・アルバムや本作とは趣きや方向性が全く異なるセカンド・アルバムのレコーディングを開始したが、作業半ばで分裂して解散した。完成した曲は未発表のままお蔵入りしたが、その全曲と思われる作品群が1990年代半ばに日本で海賊盤CDとして流出してしまった。そのためかどうかは不明だが、ベックのベスト兼アンソロジーともいえる『ベッコロジー』（1992年）にはBBAの未発表曲「Jizz Whizz」が収録された。
BBAの解散後、ベックはソロ・アルバム『ブロウ・バイ・ブロウ』（1975年）を発表して、新たなギター・インストゥルメンタルの世界を築いていった。

### 日本公演日程

#### 1973年
- 5月14日 東京・日本武道館
- 5月16日 名古屋・名古屋市民会館
- 5月18日、19日 大阪・大阪厚生年金会館（本作に収録）

## 収録曲
#1、#8、#9は1973年5月18日、残りは5月19日に収録。
1. 迷信 - Superstition (Wonder)
2. 君に首ったけ - Lose Myself With You (Appice, Beck, Bogert, French)
3. ジェフズ・ブギー - Jeff's Boogie (Beck, Relf, Samwell-Smith, Dreja, McCarty)
4. ゴーイング・ダウン - Going Down (Nix)
5. ブギー - Boogie
6. モーニング・デュー - Morning Dew (Dobson, Rose)
7. スウィート・スウィート・サレンダー - Sweet Sweet Surrender (Nix)
8. リヴィン・アローン - Livin' Alone (Appice, Beck, Bogert)
9. アイム・ソー・プラウド - I'm So Proud (Mayfield)
10. レディー - Lady (Appice, Beck, Bogert, French, Hitchings)
11. 黒猫の叫び - Black Cat Moan (Nix)
12. ホワイ・シュッド・アイ・ケアー - Why Should I Care (Kennedy)
13. プリンス／ショットガン(メドレー) - Plynth / Shotgun (Medley) (Hopkins, Wood, Stewart, Autry DeWalt)

## 参加ミュージシャン
- ジェフ・ベック - ギター、ボーカル
- ティム・ボガート - ベース、ボーカル
- カーマイン・アピス - ドラムス、ボーカル